# Commelina amplexicaulis
Commelina amplexicaulis är en himmelsblomsväxtart som beskrevs av Justus Carl Hasskarl. Commelina amplexicaulis ingår i släktet himmelsblommor, och familjen himmelsblomsväxter.
Artens utbredningsområde är Etiopien. Inga underarter finns listade.